# Wólka (gmina Bakałarzewo)
Wólka – wieś w Polsce położona w województwie podlaskim, w powiecie suwalskim, w gminie Bakałarzewo.
Do 1954 roku istniała gmina Wólka, ale z siedzibą w Bakałarzewie. W latach 1975–1998 miejscowość należała administracyjnie do województwa suwalskiego.
Wieś Wólka wykształciła się pomiędzy 1864 a 1868 rokiem. Jej początek ściśle wiąże się z reformą uwłaszczeniową przeprowadzoną m.in. w wyniku powstania styczniowego.
Najstarsze znane dane dotyczące jej zaludnienia pochodzą z 1891 roku.

## Części wsi
| SIMC    | Nazwa       | Rodzaj     |
| ------- | ----------- | ---------- |
| 1012956 | Podrabalina | przysiółek |

## Obiekty zabytkowe
- cmentarz wojenny z I wojny światowej, nr rej.:A-1029 z 26.05.1995[10].